# ACiD Productions
ACiD Productions (ACiD) es un grupo del submundo de arte digital. Fundado en el año de 1990, el grupo originalmente se especializó en el arte ANSI para los BBS's, recientemente se han extendido a otro tipo de gráficos al igual del uso de Software para desarrollo de imágenes.

## Historia
ACiD Productions, fue originalmente fundada en el año de 1990 como ANSI Creators in Demand los cinco miembros: RaD Man, Shadow Demon, Grimm, The Beholder y Phantom. Su trabajo originalmente se concentró en el arte ANSI y ASCII, pero después el grupo se inclinó por otro arte, como lo es la música, la programación de demos y el desarrollo de software multimedia (ej: visualizadores de imágenes). 